# Одиаи
Одиаи (также: буса, уриаи) — один из языков острова Новая Гвинея. Распространён к северу от реки Верхний Сепик, в округе Аманаб провинции Сандаун в Папуа — Новой Гвинее, в 3 деревнях. Относится к изолятам. Число носителей составляет около 240 человек (на 2000 год).